# N.B.
N.B. – drugi, studyjny album wydany przez brytyjską wokalistkę pop, Natashę Bedingfield. Płyta ukazała się 30 kwietnia 2007 w Wielkiej Brytanii wydana przez RCA Records (Sony Music).
Na albumie gościnnie wystąpiła amerykańska raperka Eve, czy Adam Levine członek zespołu Maroon 5. Brzmienia na płycie inspirowane były przez muzykę hip-hopową. Większość piosenek na albumie skupia się na sprawach miłości i związku, zupełnie odwrotnie niż w przypadku debiutanckiego krążka artystki, gdzie tam utwory opowiadały o niezależności i oportunizmie.
N.B. spotkał się z różnymi recenzjami. Album promują trzy single; dwa z nich znalazły się w Top 10 brytyjskiego, oficjalnego notowania. Do października 2007 roku album sprzedał się w ponad 150 000 egzemplarzach w Wielkiej Brytanii oraz został odznaczony certyfikatem złotej płyty.

## Recenzje
N.B. spotkał się z różnymi recenzjami ze strony krytyków muzyki pop. W recenzji dziennikarza The Guardian, Craiga McLeana, uwzględniono, iż album "nie jest tak chwytliwy jak Unwritten, a słowa są proste i wciąż opowiadają o tym samym". Magazyn "Marie Claire" uznał, że "większość piosenek nie wpada w ucho", ale "mocny głos Bedingfield i jej ekscentryczność różnią ją od blond gwiazdek." Natomiast przez krytyków z Yahoo! album został nazwany jako "dobry i czysto zabawowy"; według dziennikarzy muzycznych z portalu najlepszym utworem z płyty jest "Who Knows", ponieważ zawiera "ostre słownictwo".

## Utwory
"How Do You Do?", pierwszy utwór z krążka opowiadający o flircie, cechuje wyraźne brzmienie gitar. "I Wanna Have Your Babies", druga piosenka z krążka, został wybrany jako główny singel promujący album. Tekst kawałka przestrzega młode dziewczęta przed partnerami, którzy nie są wystarczająco dojrzali do związku; Bedingfield podkreśla, iż szukanie "Pana właściwego" powinno trwać dłużej od przelotnej znajomości. Utwór zyskał zróżnicowane recenzje krytyków i nie zaznał większego sukcesu znajdując się w Top 40 oficjalnych notowań krajów, głównie europejskich. Drugi singel z albumu, "Soulmate", jest balladą w której artystka zastanawia się jak powinien wyglądać wymarzony partner.
"Who Knows", czwarty w kolejności utwór na trackliście albumu, rozpoczyna się "rytmami reggae-pop", które powoli zmieniają się w brzmienia elektryczne goszczące sekcje strunowe. Utwór zyskał pozytywne recenzje; jeden ze znawców stwierdził, że głos Bedingfield w tym utworze podobny jest do dźwięków Amy Winehouse. Piąty utwór oraz zarazem trzeci singel promujący krążek to "Say It Again" stworzony wspólnie z amerykańskim wokalistą i członkiem zespołu Maroon 5, Adamem Levinem. Artysta użyczył również swojego głosu jako tzw. "chórki". Kolejny utwór "Pirate Bones" to dyskusja na temat upadków życiowych gwiazd.
Ósma w kolejności kompozycja to "Tricky Angel" inspirowana muzyką R&B oraz stworzona wraz z "pętlami" fortepianowymi. "When You Know You Know" nagrana wspólnie z orkiestrą mówi o upadku związku. Dziesiąty utwór, "(No More) What Ifs", zawierający rap amerykańskiej raperki Eve uzyskał negatywne recenzje. "Not Givin' Up" to piosenka zawierająca brzmienie urban oraz wiele efektów elektronicznych. Utwór zyskał pozytywne recenzje; jeden z recenzentów wyraził opinię, że "utwór z pewnością zostałby godnie przyjęty po obu stronach Atlantyku". "Still Here", dwunasta kompozycja, pierwotnie nagrana została do filmu Rocky Balboa w roku 2006, jednak nie pojawiła się na oficjalnym soundtracku do filmu.

## Lista utworów
| #   | Tytuł | Czas  |
| --- | --- | ----- |
| 1.  | "How Do You Do?" Twórcy: N. Bedingfield, A. Frampton, E. Jeffers, S. Kipner                                                                 | 3:41  |
| 2.  | "I Wanna Have Your Babies" Twórcy: N. Bedingfield, S. Kipner, A. Frampton, W. Wilkins                                                       | 3:37  |
| 3.  | "Soulmate" Twórcy: N. Bedingfield, M. Hauge, D. Tench                                                                                       | 3:32  |
| 4.  | "Who Knows" Twórcy: N. Bedingfield, M. Elizondo                                                                                             | 3:46  |
| 5.  | "Say It Again" [featuring Adam Levine] Twórcy: N. Bedingfield, M. Elizondo, A. Levine                                                       | 3:29  |
| 6.  | "Pirate Bones" Twórcy: N. Bedingfield, S. Kipner, A. Frampton, W. Wilkins                                                                   | 3:46  |
| 7.  | "Backyard" Twórcy: N. Bedingfield, G. Kurstin                                                                                               | 3:27  |
| 8.  | "Tricky Angel" Twórcy: N. Bedingfield, S. Kipner, W. Wilkins                                                                                | 3:04  |
| 9.  | "When You Know You Know" / "I Think They're Thinking" Twórcy: N. Bedingfield, L. Blackmon, Z. Black, D. Brisebois, G. Kurstin, W. Rodrigues | 3:47  |
| 10. | "(No More) What Ifs" [featuring Eve] Twórcy: N. Bedingfield, S. Kipner, A. Frampton                                                         | 4:11  |
| 11. | "Not Givin' Up" Twórcy: N. Bedingfield, N. "Danja" Hills, S. Kipner                                                                         | 3:46  |
| 12. | "Still Here" Twórcy: D. Warren | 3:57  |
| 13. | "Smell The Roses" [zawiera ukryte utwory "Lay Down" oraz "Loved By You"] Twórcy: N. Bedingfield, S. Kipner, A. Frampton, W. Wilkins         | 17:18 |
|     | Utwory bonusowe Europa/Azja |       |
| 14. | "Unwritten" [zawiera ukryte utwory "Lay Down" oraz "Loved By You"] Twórcy: N. Bedingfield, D. Brisebois, W. Rodrigues                       | 18:09 |
|     | Utwory bonusowe Japonia |       |
| 1.  | "Unwritten" (Manny Marroquin mix) |       |
| 2.  | "Unwritten" (Live at the Nokia Theatre) |       |
| 3.  | "What Ifs" [zawiera ukryte utwory "Lay Down" oraz "Loved By You"]                                                                           |       |
| 4.  | "I Wanna Have Your Babies" (videoclip) |       |
|     | Utwory bonusowe iTunes |       |
| 1.  | "The Scientist" (Live) |       |
| 2.  | "These Words" (Dwele remix) |       |
| 3.  | "Unwritten" (Manny Marroquin mix) |       |
| 4.  | "Lay Down" | 3:30  |
| 5.  | "Loved By You" | 2:35  |

## Pozycje na listach
| Lista sprzedaży (2007)  | Najwyższa pozycja |
| ----------------------- | ----------------- |
| UK Albums Chart         | 9                 |
| Irlandia Albums Chart   | 14                |
| Holandia Albums Chart   | 13                |
| Szwajcaria Albums Chart | 37                |
| Niemcy Albums Chart     | 80                |

## Produkcja
- Główne i dodatkowe wokale — Natasha Bedingfield
- Dodatkowe wokale — Adam Levine, Nikola Bedingfield, Danielle Brisebois, Jessica Collins
- Keyboard — Charles Judge, Adam MacDougall, Jonas Myrin, Wayne Rodrigues
- Gitara — Nick Lashley
- Inżynierowie — Ryan Freeland, Adam Hawkins, Wayne Rodrigues, Brian Scheuble
- Mixy — Marcella "Ms. Lago" Araica, Adam Hawkins, Greg Kurstin, Mark "Spike" Stent
- Fotografia — John Akehurst
- Projekt — Joanne Morris

## Daty wydania
| Kraj            | Data       | Wytwórnia   | Format | Katalog     |
| --------------- | ---------- | ----------- | ------ | ----------- |
| Wielka Brytania | 2007-04-30 | RCA Records | CD     | 88697076452 |
| Japonia         | 2007-05-09 | BMG Japan   | CD     | BVCP-24109  |
| Australia       | 2007-05-25 | Sony BMG    | CD     | 88697077542 |